# Myriopteron extensum
Myriopteron extensum är en oleanderväxtart som först beskrevs av Robert Wight och Arnott, och fick sitt nu gällande namn av K. Schumann. Myriopteron extensum ingår i släktet Myriopteron och familjen oleanderväxter. Inga underarter finns listade i Catalogue of Life.